# Maureen O'Toole
Maureen O'Toole (Long Beach, 24 de março de 1961) é uma jogadora de polo aquático estadunidense, medalhista olímpica.

## Carreira
Maureen O'Toole fez parte do elenco medalha de prata em Sydney 2000